# Neonectria rugulosa
Neonectria rugulosa är en svampart som först beskrevs av Pat. & Gaillard, och fick sitt nu gällande namn av Mantiri & Samuels 2001. Neonectria rugulosa ingår i släktet Neonectria och familjen Nectriaceae.   Inga underarter finns listade i Catalogue of Life.